# (38677) 2000 PD25
2000 PD25 (asteroide 38677) é um asteroide da cintura principal. Possui uma excentricidade de 0.20919840 e uma inclinação de 3.24728º.
Este asteroide foi descoberto no dia 3 de agosto de 2000 por LINEAR em Socorro.